# پلزنت هیل، شهرستان نیوتن، آرکانزاس
پلزنت هیل (به انگلیسی: Pleasant Hill) یک منطقهٔ مسکونی در ایالات متحده آمریکا است که در شهرستان نیوتون، آرکانزاس واقع شده‌است. پلزنت هیل ۶۴۰٫۰۹ متر بالاتر از سطح دریا واقع شده‌است.